# Hanns-Seidel-Stiftung
Die Hanns-Seidel-Stiftung e. V. ist eine parteinahe Stiftung in der Rechtsform eines eingetragenen Vereins mit Sitz in München, die der Christlich-Sozialen Union in Bayern (CSU) nahesteht.
Auf europäischer Ebene ist die nach dem ehemaligen bayerischen Ministerpräsidenten Hanns Seidel benannte Stiftung Mitglied des Wilfried Martens Centre for European Studies, der politischen Stiftung der Europäischen Volkspartei.

## Geschichte

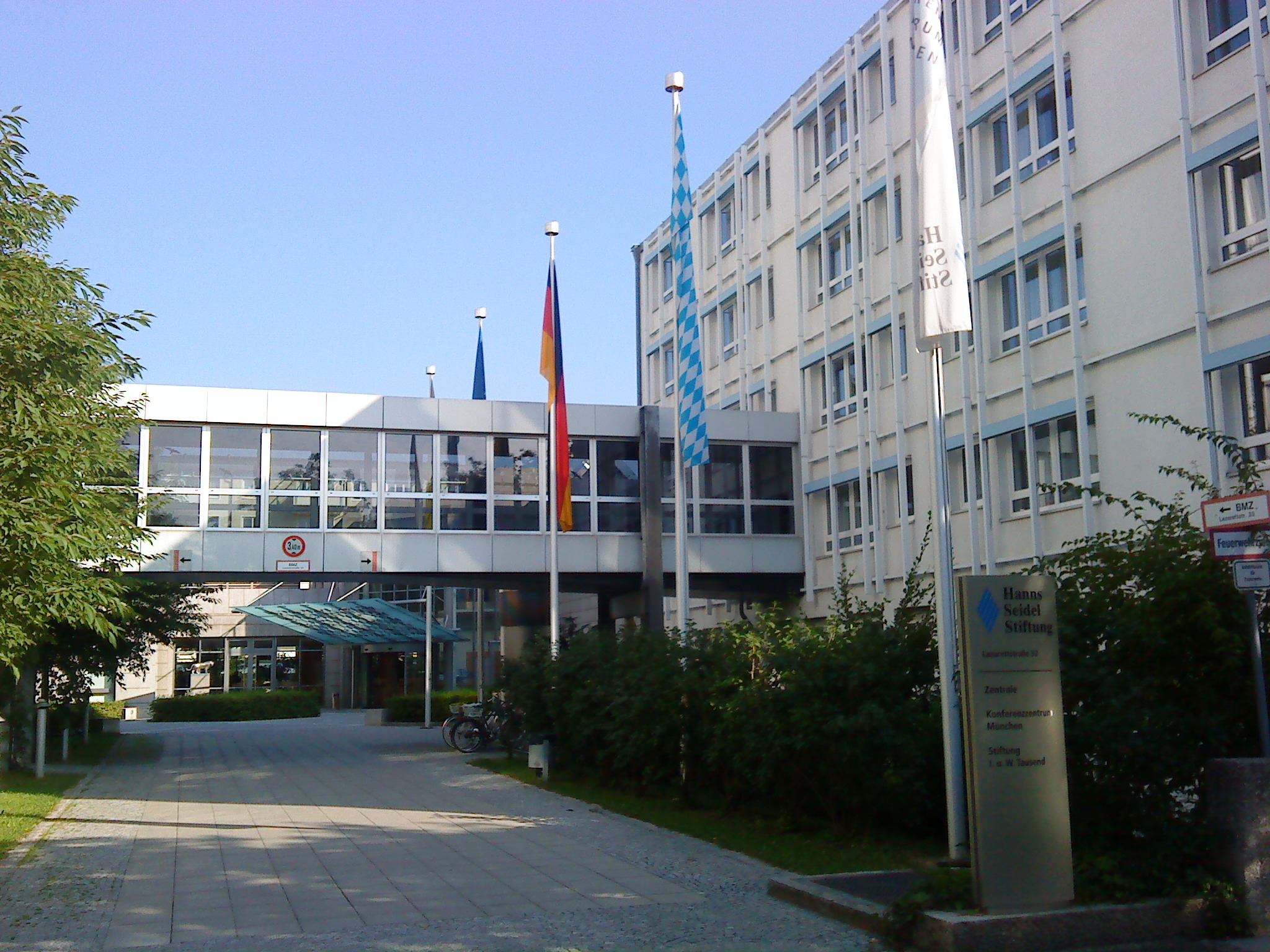
Hanns-Seidel-Stiftung, München

Die Planungen innerhalb der CSU, eine eigene Einrichtung für politische Bildung zu schaffen, begannen im Jahr 1964. Die anderen Parteien mit Fraktionsstatus im Deutschen Bundestag verfügten zu diesem Zeitpunkt bereits über vergleichbare Einrichtungen.
Im April 1965 beschloss der CSU-Landesvorstand die Gründung der Hanns-Seidel-Stiftung, benannt nach dem ehemaligen CSU-Vorsitzenden und bayerischen Ministerpräsidenten Hanns Seidel. Am 7. November 1966 fand in München die Gründungsversammlung mit 21 der CSU nahe stehenden Personen statt. Der Eintrag ins Vereinsregister erfolgte am 11. April 1967. Zum ersten Vorsitzenden wurde Fritz Pirkl, bayerischer Staatsminister für Arbeit und Soziales gewählt.
Unter dem Motto „Im Dienst von Demokratie, Frieden und Entwicklung“ wurde das satzungsmäßige Ziel gegeben, die „demokratische und staatsbürgerliche Bildung des deutschen Volkes auf christlicher Grundlage“ zu fördern. Dieser Gedanke wurde in der Neufassung der Satzung vom 14. Juli 2017 mit „auf Grundlage christlicher Werteorientierung und dem daraus abgeleiteten Menschenbild“ präzisiert. Zweck ist insbesondere die staatsbürgerliche Bildung, die Vermittlung politischer Orientierung und die Anregung zu bürgerschaftlichem Engagement. Vermittlung staatsbürgerlichen Wissens übernahm das als Abteilung gegründete Bildungswerk. Mit der Akademie für Politik und Zeitgeschehen wurde als weitere Abteilung ein Forum für Wissenschaftsförderung und wissenschaftliche Politikberatung geschaffen, das als Denkfabrik politische Konzepte und Strategien erarbeiten sollte.

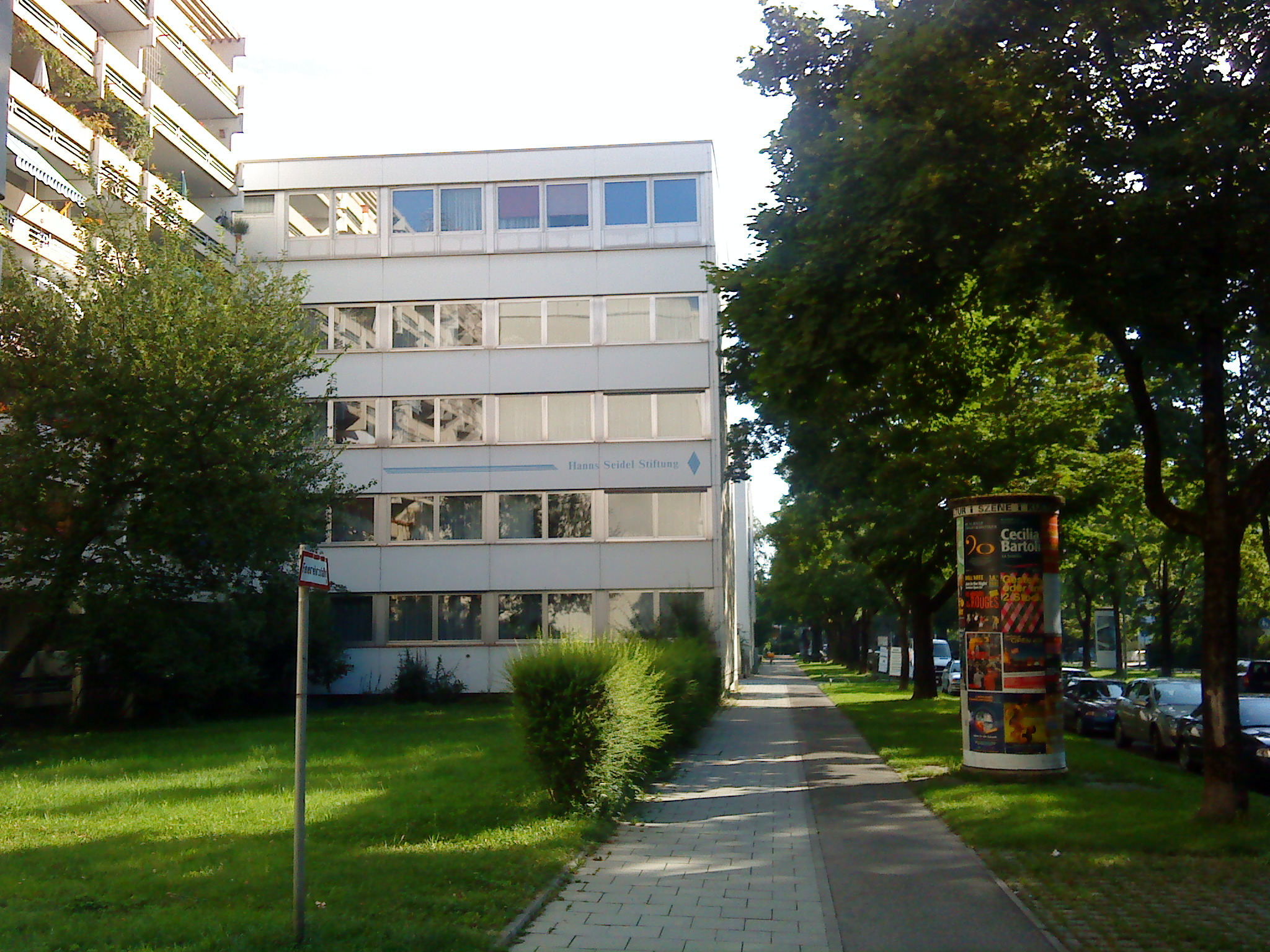
Verwaltungsgebäude in München

Ab 1969 wirkte zusätzlich das „Forschungsinstitut für Sicherheit, Strategie und internationale Fragen“, das später in die Institute für Auswärtige Beziehungen sowie für Internationale Begegnung und Zusammenarbeit aufging. Operatives Ziel war die Förderung der „internationalen Gesinnung und Völkerverständigung sowie die europäische Einigung“ zu befördern.
1975 eröffnete die Organisation als Mieter der Wittelsbacher das Bildungszentrum in Wildbad Kreuth; der Mietvertrag für dieses Tagungsgebäude lief Ende März 2016 aus.
1983 folgte das Bildungszentrum Kloster Banz in Bad Staffelstein und 2001 wurde neben der Zentrale in der Münchener Lazarettstraße das Konferenzzentrum eröffnet.
1981 begann die Organisation über ihr Förderungswerk mit der Vergabe von Auslandsstipendien für ein Studium in Deutschland. Seit 1982 werden auch inländische Studenten ideell und finanziell gefördert.
Nach Fritz Pirkls Tod folgte 1994 die Wahl von Alfred Bayer zum Vorsitzenden, dem 2004 der ehemalige bayerische Kultusminister Hans Zehetmair folgte. Anfang 2014 gab Zehetmair bekannt, auf eine weitere Kandidatur zu verzichten. Der CSU-Vorsitzende Horst Seehofer schlug daraufhin die stellvertretende Vorsitzende Ursula Männle als Nachfolgerin Zehetmairs vor. Sie wurde am 12. Mai 2014 von der Mitgliederversammlung zur Vorsitzenden gewählt und am 30. Juli 2018 im Amt bestätigt.
Sie kündigte im September 2019 ihren Rücktritt zum Jahresende an, ihr Nachfolger wurde ab Januar 2020 der langjährige CSU-Europapolitiker Markus Ferber.
Die Stiftung verfügt über rund 270 Mitarbeiter und ein Jahresbudget in Höhe von rund 66 Mio. Euro. Sie ist in über 60 Ländern entwicklungspolitisch aktiv, führt Seminare zur politischen Bildung durch und fördert jährlich knapp 1300 begabte und gesellschaftlich engagierte Studenten aus dem In- und Ausland ideell und finanziell.
Im Jahr 2025 wurde die Stiftung in Russland zur unerwünschten Organisation erklärt.

## Organisation

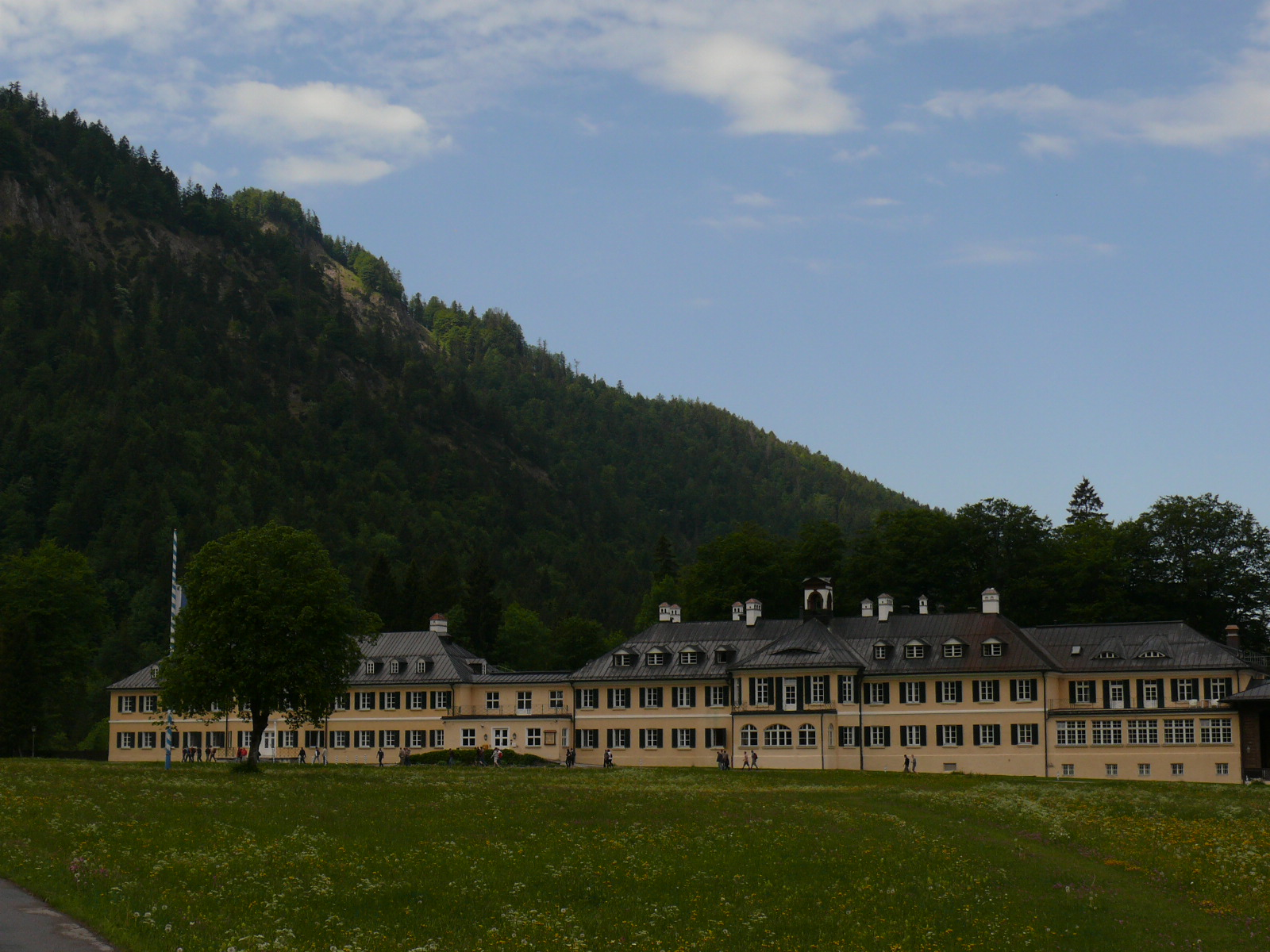
Das ehemalige HSS-Bildungszentrum Wildbad Kreuth

Die Mitgliederzahl ist per Satzung auf maximal 40 Personen beschränkt. Diese wählen einen Vorstand, der aus einem Vorsitzenden, drei Stellvertretern und dem Schatzmeister besteht. Der Generalsekretär gehört dem Vorstand kraft Amtes an. Vorsitzender ist Markus Ferber. Stellvertreter sind Christian Schmidt, Susanne Breit-Keßler und Kerstin Schreyer. Als Schatzmeister fungiert Ingo Friedrich. Der Generalsekretär ist Oliver Jörg.
Die Gliederung besteht aus sechs Fachabteilungen und die Abteilung Zentrale Aufgaben mit mehreren Gruppen. Sie unterhält neben dem Bildungszentrum Kloster Banz, dem Konferenzzentrum München am Stiftungssitz und den Repräsentanzen in Berlin, Brüssel, Athen, Washington und Moskau auch rund 50 Auslandsbüros.
Die Akademie für Politik und Zeitgeschehen betreibt praktisch orientierte Politikberatung. Sie erarbeitet Grundlagen für die politische Entscheidungsfindung und führt dazu auch Konferenzen und Expertentagungen durch. An die Akademie angeschlossen ist das Archiv für Christlich-Soziale Politik, das als zentrales Archiv der CSU sowie der Partei nahe stehender Personen und Einrichtungen dient.
Das Institut für Politische Bildung (früher: Bildungswerk) fördert die demokratische und staatsbürgerliche Bildung in breiten Kreisen der Bevölkerung. Durch die Veranstaltung von Seminaren und Tagungen in Kloster Banz, München sowie dezentral in ganz Bayern soll die politische Beteiligung der Bürger erhöht und diese zur Mitgestaltung des freiheitlich-demokratischen Rechtsstaates befähigt werden. Dies gilt insbesondere auch für Kommunalpolitiker, die in Seminaren das „Handwerkszeug“ für ihr ehrenamtliches Mandat erwerben können.
Das Institut für Begabtenförderung (früher: Förderungswerk) vergibt als Begabtenförderungswerk an Studierende und Promovenden deutscher Universitäten und Hochschulen, die talentiert und gleichzeitig gesellschaftspolitisch engagiert und persönlich geeignet sind, Stipendien aus staatlichen Mitteln. Zusätzlich wird ein Programm journalistische Nachwuchsförderung (JNF) angeboten. Die Stiftung ist auch Mitglied im MedienCampus Bayern, dem bayerischen Dachverband für die Medienaus- und -weiterbildung. Auf Kloster Banz betreibt die Stiftung ein komplett eingerichtetes modernes Hörfunk- und Fernsehstudio.

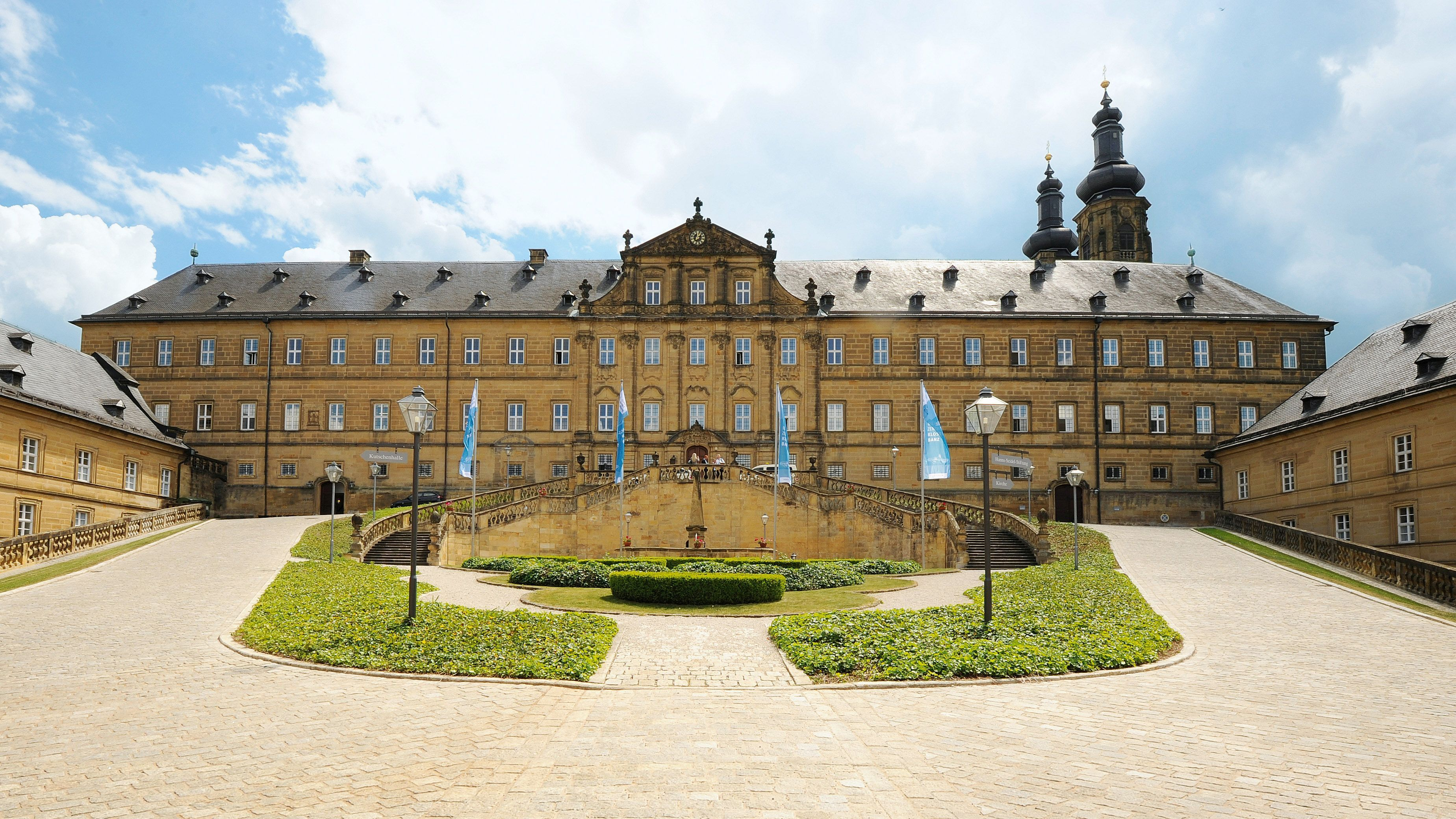
Kloster Banz

Das Institut für Internationale Zusammenarbeit (IIZ) steuert die Projekte der Entwicklungszusammenarbeit. Schwerpunkte der Arbeit sind Stärkung der Zivilgesellschaft, Überwindung von sozialen und ethnischen Spannungen, Dezentralisierung, Förderung des Rechtsstaats und guter Regierungsführung, Förderung von Frauen oder auch des entwicklungspolitischen Austausches in Deutschland.
Das IIZ betreut heute etwa 80 Projekte, die sich auf die Regionen Nordafrika, Naher und Mittlerer Osten, Afrika südlich der Sahara, Lateinamerika, Südasien, Südostasien und China/Mongolei verteilen. 2019 nahmen im entwicklungspolitischen Bereich mehr als 245.000 Teilnehmer an über 5.000 Veranstaltungen teil.
Das Institut für Europäischen und Transatlantischen Dialog ist für die internationalen Kontakte der Organisation zu den USA, Kanada, Russland, West-, Mittel- und Südosteuropa sowie zur NATO und EU zuständig. Den Schwerpunkt bildet die Pflege der internationalen Beziehungen auf bilateraler und multilateraler Ebene und der Ausbau und die Vertiefung von Kontakten zu Regierungen, Parlamenten und zivilgesellschaftlichen Organisationen. Besondere Aufmerksamkeit gilt dem transatlantischen Dialog und der Europäischen Integration.

## Stiftungszweck
Die Organisation ist auf der Grundlage christlicher Werteorientierung und dem daraus abgeleiteten Menschenbild tätig. Ihre Zwecke erfüllt sie nach § 2 der Satzung (mit Stand 2019 gültiger Fassung) insbesondere, indem sie:
- staatsbürgerliche Bildung vermittelt, politische Orientierung gibt und Urteilsfähigkeit ermöglicht,
- bürgerschaftliches Engagement durch Seminare, Veranstaltungen und Publikationen fördert,
- wissenschaftliche Untersuchungen zu gesellschaftsrelevanten Themen durchführt,
- durch Politikanalyse Grundlagen für politisches Handeln erarbeitet,
- die geschichtliche Entwicklung der politischen und sozialen Bewegungen erforscht und archiviert,
- die wissenschaftliche Aus- und Fortbildung begabter und geeigneter Menschen aus dem In- und Ausland fördert,
- die europäischen Einigungsbestrebungen unterstützt und zur Völkerverständigung beiträgt,
- mit Projekten der Entwicklungszusammenarbeit die Schaffung menschenwürdiger Lebensverhältnisse in der Welt unterstützt sowie
- zum Aufbau demokratischer und rechtsstaatlicher Strukturen, die den Menschenrechten verpflichtet sind, beiträgt.
- eigene kulturelle Veranstaltungen und Ausstellungen anbietet.

## Preise
Die Organisation verleiht Preise zur Förderung von besonderen Leistungen in verschiedenen Bereichen. Der Förderpreis für junge Songpoeten wurde seit 1987 im Rahmen der Songs an einem Sommerabend an Liedermacher vergeben (seit 2017 bei den „Liedern auf Banz“), „Die Raute“ für die besten deutschen Schülerzeitungsredaktionen.
Zudem werden in unregelmäßigen Abständen den Franz-Josef-Strauß-Preis an „Persönlichkeiten, die sich in herausragender Weise für Frieden, Freiheit und Recht, für Demokratie und internationale Verständigung eingesetzt oder die sich besondere Verdienste in den Bereichen Wirtschaft, Wissenschaft und Technologie sowie Literatur und Kunst erworben haben.“ Bisherige Preisträger waren u. a. Helmut Kohl, Roman Herzog, Michail Gorbatschow, José María Aznar, George Bush sen., Henry Kissinger, Jean-Claude Juncker und DDR-Dissident Reiner Kunze.
2015 forderte der bayerische SPD-Landtagsfraktionsvorsitzende Markus Rinderspacher, dem ungarischen Ministerpräsidenten Viktor Orbán den Franz-Josef-Strauß-Preis abzuerkennen.
Als Begründung nannte Rinderspacher „Orbáns Attacken auf demokratische Grundprinzipien und die Solidaritätsgrundsätze der Europäischen Wertegemeinschaft“.
Orbán war im Jahr 2001 ausgezeichnet worden. 2020 erneuerte Rinderspacher seine Forderung. Anlass war Orbáns umstrittenes Gesetz, die Rechte des ungarischen Parlaments im Zuge der COVID-19-Pandemie einzuschränken.
Von 1984 bis 2012 wurde der Volksmusikpreis 428 Mal im Rahmen des „Tages der Volksmusik“ in Wildbad Kreuth und Kloster Banz vergeben. Die Vergabe wurde Mitte November 2012 eingestellt, nachdem Medien über ein Naheverhältnis des Stifterehepaares des Preises, Maria und Max Wutz, zum Nationalsozialismus berichtet hatten, das bis dahin nicht bekannt gewesen war. Die Stiftung beauftragte daraufhin das Institut für Zeitgeschichte mit einem unabhängigen Gutachten. Das Ergebnis war so eindeutig, dass die Stiftung, die „das Erbe in gutem Glauben angetreten“ hatte, das Gesamterbe in Höhe von rund 1,4 Millionen Euro wie folgt aufteilte: 1,25 Millionen gingen an den Bayerischen Jugendring zur Unterstützung des bayerisch-israelischen Jugend- und Schüleraustauschs, 150.000 Euro gingen an die Stiftung Bayerische Gedenkstätten zur Errichtung eines Erinnerungsortes im ehemaligen KZ-Dachau-Außenlager Mühldorfer Hart.
Die HSS vergibt eine Medienpreis mit dem Titel „Politische Influencer in den sozialen Medien“.

## Vorsitzende
- 1967–1993: Fritz Pirkl
- 1994–2004: Alfred Bayer
- 2004–2014: Hans Zehetmair
- 2014–2019: Ursula Männle
- seit 2020: Markus Ferber

## Generalsekretäre
- 2017–2019: Peter Witterauf (zuvor seit 2004 Hauptgeschäftsführer)
- 2019–2024: Oliver Jörg
- seit 2024: Josef Widmann

## Mitglieder
Dem Verein gehör(t)en zahlreiche Persönlichkeiten an, darunter 
- Ilse Aigner
- Dorothee Bär
- Günther Beckstein
- Christian Bernreiter
- Markus Blume
- Susanne Breit-Keßler
- Alexander Dobrindt
- Markus Ferber
- Ingo Friedrich
- Gerda Hasselfeldt
- Florian Herrmann
- Joachim Herrmann
- Erwin Huber
- Thomas Kreuzer
- Elke Mack
- Angelika Niebler
- Hans Reichhart
- Kerstin Schreyer
- Horst Seehofer (ausgeschieden)
- Thomas Silberhorn
- Johannes Singhammer
- Markus Söder
- Edmund Stoiber
- Theo Waigel (ausgeschieden)
- Isabell Welpe

### Verstorbene Mitglieder
- Alois Glück
- Wilfried Scharnagl
- Barbara Stamm
- Friedrich Zimmermann

## Publikationen
Die Hanns-Seidel-Stiftung betreibt unter hss.de einen Internetauftritt, ist auch den Sozialen Medien-Kanälen Facebook, Twitter, Youtube und Instagram aktiv gibt eigene Publikationen heraus, die auch über die Homepage heruntergeladen werden können. Es bestehen die Reihen Politische Studien, Aktuelle Analysen, Argumentation Kompakt sowie Leitfäden zur Vereinsarbeit und Kommunalpolitik und reihenunabhängige Publikationen wie zum Beispiel eine Karteikartensammlung zu Europa. Neu sind die Podcast-Reihen der Stiftung: Satzzeichen (Themenschwerpunkt Medien), #faktisch (wissenschaftliches Format), BlackBoxBerlin (Licht in den Berliner Politikbetrieb) und Global Perspectives (Internationales Format, z. T. auf Englisch).